# Antonio Martínez de Meneses
Antonio Martínez de Meneses (Toledo, 1608 - Madrid, 4 de agosto de 1661), dramaturgo español del Siglo de Oro.

## Biografía
En 1622 aparece su primera composición, un poema latino con glosa castellana compuesto con apenas catorce años para el certamen poético del Colegio Imperial con motivo de la canonización de San Ignacio de Loyola; obtuvo el primer premio. Quizá sea el Martínez toledano que menciona Lope de Vega en la silva 1.ª de su Laurel de Apolo. En 1634 es nombrado oficial ayudante del guardajoyas de la reina Isabel de Borbón, importante cargo palaciego, así que se traslada a la Corte y en 1635 se documenta un soneto suyo como contribución a la Fama póstuma de Juan Pérez de Montalbán en memoria de Lope de Vega. Forma parte de la Academia burlesca del Buen Retiro en 1637 y a partir de 1638 se hace notar mediante numerosos poemas de circunstancias. Por alusiones se infiere que viajó mucho por Europa, especialmente por Italia. En 1639 dedica un soneto en homenaje póstumo a Juan Pérez de Montalbán. Se conservan numerosos contratos entre el autor y los empresarios teatrales, por lo que puede deducirse que entre 1636 y 1655, año en que muere su activo colaborador Jerónimo de Cáncer y ya había fallecido su mayor ayudante, Luis Belmonte Bermúdez, compuso la mayoría de sus comedias. Además, hacia 1649 había participado en una academia de Madrid en cuyo vejamen el citado Jerónimo de Cáncer le reprochaba su demasiado estrecha coyunda literaria con el último. La verdad que colaboró con casi todos los autores importantes de su época: Agustín Moreto, Matos Fragoso o Sebastián de Villaviciosa, entre otros, y en alguna pieza incluso llegaron a escribir nueve ingenios incluido él, como en La luna africana. En total solo trece de sus veintisiete comedias las escribió él solo.
Cinco días antes de su muerte se casó con Francisca de Estrada Manzano para legalizar su concubinato, de forma que esta y una hija de ambos pudieran cobrar una pensión.

## Obra
Fue un poeta más famoso en sus días que en la actualidad y, como dramaturgo de la escuela de Pedro Calderón de la Barca, alcanzó una relativa significación en la evolución del teatro clásico del Siglo de Oro. Escribió algunas obras en colaboración con Agustín Moreto, Juan Vélez de Guevara, Vicente Suárez de Deza, Juan de Zabaleta, Jerónimo de Cáncer y otros. La mejor de estas obras en colaboración es sin duda El mejor representante, San Ginés, que, escrita en colaboración con Jerónimo de Cáncer y Pedro Rosete, refunde la comedia de Lope de Vega Lo fingido verdadero de tema metateatral. Se cuenta la historia de un actor que, de tanto representar un papel de mártir cristiano, deja el paganismo, se convierte y acaba sufriendo efectivamente el martirio. El actor se va identificando progresivamente con las virtudes del personaje que representa. Con Luis Belmonte Bermúdez compuso Fiar en Dios y El Hamete de Toledo. 
Abraham Madroñal y Luciano López Gutiérrez (véase referencias) han despejado qué comedias compuso sin colaborador alguno: Los cielos contra los cielos fue representada en Madrid en 1659;Amar sin ver (Madrid, 1663), La silla de San Pedro, Juez y reo de su causa o Pedir justicia al culpado; El platero del cielo o San Eloy; La reina en el Buen Retiro; También da amor libertad y El tercero de su afrenta. Además fue un gran éxito en su época Los Esforcias de Milán, una de las primeras piezas en ser representadas tras el cierre de los teatros por el fallecimiento del príncipe Baltasar Carlos de Austria en 1646. Es una ingeniosa intriga palaciega en la que una duquesa se disfraza de campesina y un campesino es heredero del trono de Milán. También es enteramente suya El mejor alcalde el rey, y no hay cuentas con serranos, representada en Madrid en 1663, obra que refunde la obra homónima anterior de Lope de Vega. Es también segura la atribución completa de Los celos contra los cielos según Elena Martínez Carro, pero son dudosas San Estacio, La dicha en el precipicio y Locuras y amores del príncipe Fisberto.